# ウィー・ケア・ア・ロット
『ウィー・ケア・ア・ロット』（We Care a Lot）は、アメリカ合衆国のオルタナティヴ・メタル・バンド、フェイス・ノー・モアが1985年に発表した初のスタジオ・アルバム。

## 解説
プロデューサーのマット・ウォレスは、ビリー・グールドの古くからの友人で、フェイス・ノー・モアの前身に当たるシャープ・ヤング・メンのデモ・テープもプロデュースしている。タイトル曲は1980年代中期の音楽シーンにおけるチャリティ・ブームを揶揄した曲で、次作『イントロデュース・ユアセルフ』（1987年）でも再録音された。また、「アズ・ザ・ワーム・ターンズ」は、マイク・パットン加入後に『エンジェル・ダスト』（1992年）の日本盤ボーナス・トラックとして再録音された。
Greg Pratoはオールミュージックにおいて5点満点中3点を付け「後のフェイス・ノー・モアよりも初期パブリック・イメージ・リミテッドに近いサウンド」「浮遊するキーボード、トライバルなドラミング、ヘヴィメタル的なギター、逞しいベースといった、フェイス・ノー・モアの重要な構成要素は既に提示されているが、後の作品と比べると、まだ全体像の焦点が絞り切れていない。そして、マイク・パットンこそパズルの失われたピースだということが、まずます明らかになっていく」と評している。

## リイシュー
オリジナル・リリース時はアナログLPのみの発売で、1995年に初CD化された。また、ビリー・グールドが設立したレーベル「Koolarrow Records」から2016年に発売された本作の「デラックス・バンド・エディション」には、ボーナス・トラックが9曲追加された。

## 収録曲
全曲ともフェイス・ノー・モア作。
1. ウィー・ケア・ア・ロット - "We Care a Lot" - 4:09
2. ジャングル - "The Jungle" - 3:10
3. マーク・ボーウェン - "Mark Bowen" - 3:33
4. ジム - "Jim" - 1:15
5. ホワイ・ドゥ・ユー・バザー - "Why Do You Bother" - 5:40
6. グリード - "Greed" - 3:50
7. ピルズ・フォー・ブレックファスト - "Pills for Breakfast" - 2:58
8. アズ・ザ・ワーム・ターンズ - "As the Worm Turns" - 3:11
9. アラビアン・ディスコ - "Arabian Disco" - 3:18
10. ニュー・ビギニングス - "New Beginnings" - 3:45

### 2016年デラックス・バンド・エディション盤ボーナス・トラック
1. "We Care a Lot (2016 Mix)" - 4:10
2. "Pills for Breakfast (2016 Mix)" - 2:43
3. "As the Worm Turns (2016 Mix)" - 3:11
4. "Greed (Original Demo)" - 3:35
5. "Mark Bowen (Original Demo)" - 3:12
6. "Arabian Disco (Original Demo)" - 3:07
7. "Intro (Original Demo)" - 2:17
8. "The Jungle (Live at I-Beam SF, 1986)" - 2:35
9. "New Beginnings (Live at I-Beam SF, 1986)" - 3:43

## 参加ミュージシャン
- チャック・モズレー - ボーカル
- ジム・マーティン - ギター、バッキング・ボーカル
- ロディ・ボッタム - キーボード、バッキング・ボーカル
- ビリー・グールド - ベース、バッキング・ボーカル
- マイク・ボーディン - ドラムス、コンガ、バッキング・ボーカル